# 侏羅紀公園 (小說)
《侏羅紀公園》（英語：Jurassic Park）是在1990年所推出，由美國作家麥可·克萊頓撰寫的科幻小說。內容描述著在一座海上小島裡的遊樂園中，有著一群科學家透過基因工程複製出的古生物恐龍，之後出現由恐龍引發出的一連串生物災難。
小說推出後有被電影導演史蒂芬·史匹柏給改編成同名電影，由環球影業在1993年公開上映。小說的續作《侏羅紀公園2：失落的世界》，則是在1995年發行。

## 劇情
在靠近哥斯大黎加的努布拉島（Isla Nublar）上，億萬富翁約翰·哈蒙德（John Hammond）租下了該地作為據點，把透過基因工程而在世間上重新復活的恐龍放在島裡，計劃打造出名為「侏羅紀公園」，一個能讓人觀賞恐龍的主題樂園。
某日，一位由約翰·哈蒙德旗下基金會贊助的古生物學家亞倫·葛蘭（Alan Grant），被請求協助鑑定近期在哥斯大黎加西海岸一帶引發咬傷孩童事故的不明蜥蜴殘骸。正當葛蘭懷疑該具不明蜥蜴殘骸，是遠古時代就滅絕的始秀頜龍時，葛蘭收到哈蒙德的通知，要求葛蘭前往努布拉島來見識他暗中完成的成果，並替他確認一些情況。
之後葛蘭與他的助手愛莉·賽特勒（Ellie Sattler），以及哈蒙德聘請的一位專攻混沌理論的數學家伊恩·馬康姆（Ian Malcolm）等人，來到了努布拉島上。當葛蘭得知島上有著活生生的恐龍感到吃驚，且哈蒙德與樂園裡的其他管理者們有自信能管控島上恐龍一切情況時，馬康姆仍對情勢感到悲觀，相信這座樂園最終仍會發生一場無法預料、不可避免的災難。

## 構想
最初麥可·克萊頓曾在1983年試寫一篇有關以DNA複製翼手龍的作品，但因發現內容不具說服力而捨棄。之後克萊頓改成存在著恐龍的主題樂園為題材，並以劇中主角為一名年輕的孩童。
但當克萊頓把小說的草稿給數名常閱讀他作品的讀者試閱時，都得到反應不佳的惡評。後續克萊頓雖曾試著修改草稿部份內容，但仍無法獲得正面回應，直到有一位讀者指出希望能改成以成人的視角來描述劇情時，才讓問題得以解決。

## 評價
《紐約時報》認為《侏羅紀公園》就像是瑪麗·雪萊的科幻小說著作《科學怪人》新樣本，並且是在此之前麥可·克萊頓最好的一本小說。
《娛樂週刊》表示小說裡劇情充滿了曲折轉移，並有將當時的最新資訊以容易理解的方式表述出，是一個不錯的知性娛樂。但《洛杉磯時報》上的專欄則批評麥可·克萊頓在角色性格塑造手法上的死板，認為劇中數學家伊恩·馬康姆充滿著廉價的哲學觀，但在恐龍、DNA研究、以及基因工程方面有著有趣的討論橋段。

## 外部連結
- 小說《侏羅紀公園》的官方介紹 （页面存档备份，存于）（英文）